# PHANTOM MINDS
「PHANTOM MINDS」（ファントム・マインズ）は、水樹奈々の21枚目のシングル。2010年1月13日にキングレコードから発売された。

## 概要
前作「夢幻」から約3ヶ月ぶりのリリースであり、自身初となる、2か月連続リリースの第1弾シングル。また、今作が水樹奈々にとって20代で発売される、最後のシングルとなる。水樹のシングルとしては、18作目のシングル「Trickster」以来の英語タイトルとなる。前作「夢幻」に続いて、収録曲全てにタイアップがついている。
前作及び次作「Silent Bible」と並行して制作された。そのため、新曲の収録が3作合わせて12曲となり、フルアルバムよりも多いという事態になったという。
前作からちょうど77日後に発売となっている。この時点で自身のシングルの発売間隔の最短期間だったが、すぐに次作「Silent Bible」の発売が決まり、記録が更に塗り替えられることとなった。
2010年1月10日にNHK総合で放送された『MUSIC JAPAN 新世紀アニソンSP.2』に水樹が出演し、「PHANTOM MINDS」をテレビ初披露した。なお、これは2009年11月にNHKホールにてライブ収録されたものである。表題曲の「PHANTOM MINDS」は2010年12月31日放送の『第61回NHK紅白歌合戦』でも歌唱した。

## チャート成績
2010年1月25日付オリコン・週間シングルチャートで自身のみならず声優がシングル週間1位を獲得するのは史上初である。水樹が週間1位を獲得するのは前年に初めて週間1位を獲得したアルバム『ULTIMATE DIAMOND』以来2作目となる。また、本作の首位獲得により水樹はシングル、アルバムの双方での首位獲得を達成した。
初動売上は、5.4万枚であり、前作「夢幻」の初動売上から0.9万枚増加した。また、累計売り上げでは自己最高を更新した。2010年1月12日付オリコン・シングルデイリーチャートで「深愛」以来、2度目の1位を獲得し、オリコン・シングルデイリーチャート初登場以降7日連続で1位をキープ、また、翌週の2010年2月1日付オリコン・週間シングルチャートでも週間5位を獲得し、自身初となる2週連続トップ5入りを達成した。2010年1月23日放送分の『A&Gメディアステーション こむちゃっとカウントダウン』にて番組史上初となるチャート初登場1位を獲得した。

## 収録曲
収録曲全て、"仲間"・"絆"・"愛"をテーマにした楽曲という点で、共通している。
1. PHANTOM MINDS [3:43]
作詞：水樹奈々、作曲：吉木絵里子、編曲：陶山隼・弦一徹（弦）
劇場版『魔法少女リリカルなのは The MOVIE 1st』主題歌
日本テレビ系列『音楽戦士 MUSIC FIGHTER』2010年1月度パワープレイ
タイアップとなる『魔法少女リリカルなのは The MOVIE 1st』の物語のベースとなる、テレビアニメ『魔法少女リリカルなのは』（第一期）のオープニングテーマだった「innocent starter」と対になる楽曲として書き下ろされた。そのため、敢えて「innocent starter」に登場した歌詞の一部を部分的にちりばめている[11]。また、「innocent starter」のプロモーションビデオに少女が登場したことから、それと対になるよう、今作のプロモーションビデオには、少年が登場している[12]。
前述の『魔法少女リリカルなのは』のバトルアニメとしてのイメージから、激しさや壮大さも楽曲に取り入れられている。また、作品が空での戦いを描いていることから、空をイメージする歌詞[11]や、同作において水樹が演じているフェイト・テスタロッサの抱く寂しさや戦いの中で出会った高町なのはに感じ始めた友情を表現し、切なく激しい旋律で歌い上げる形とした[13]。
2. Don't be long [4:40]
作詞・作曲・編曲：矢吹俊郎
劇場版『魔法少女リリカルなのは The MOVIE 1st』挿入歌
前述のテレビアニメ『魔法少女リリカルなのは』（第一期）の挿入歌だった「Take a shot」と対になる楽曲として書き下ろされた。前述のフェイト・テスタロッサの熱い想いや、鼓動の強さをイメージした楽曲となっている[14]。
3. Song Communication [4:31]
作詞：ゆうまお、作曲・編曲：藤間仁（Elements Garden）
TOKYO-FM『水樹奈々のMの世界』エンディングテーマ
"歌える喜び"や"仲間との絆"などの"身近な日常"を楽曲のテーマにした応援ソング[15]。
水樹がかつて所属していた声優ユニット『Prits』のメンバーがコーラスとして参加している[1]。当初はコーラスはレコーディングスタッフのみで担当する予定であったが、スタッフに男性が多かったため、楽曲の雰囲気にふさわしくないと判断し、シングルのテーマである"絆"や"仲間"を考慮し、かつての仲間であるPritsのメンバーにコーラス参加依頼をしたという[15]。
4. 十字架のスプレッド [4:14]
作詞・作曲：志倉千代丸、編曲：菊田大介（Elements Garden）
アーケードゲーム『シャイニング・フォース クロス』主題歌
楽曲のテーマに"仲間との絆"を挙げている[10]。
水樹奈々のこれまでの楽曲の核となっていた、ロックテイストな曲調と、近年の楽曲に多くなったストリングスの多用とを組み合わせた楽曲となっている[10]。
アーケードゲームのタイアップという都合で、前作「夢幻」よりも先にレコーディングされた[10]。

## 収録作品

### CD
| 楽曲          | 発売日       | タイトル       | 備考                        |
| ------------- | ------------ | -------------- | --------------------------- |
| PHANTOM MINDS | 2010年7月7日 | IMPACT EXCITER | 8作目のオリジナルアルバム。 |
| Don't be long | 2010年7月7日 | IMPACT EXCITER | 8作目のオリジナルアルバム。 |

| 楽曲          | 発売日         | タイトル      | 備考                    |
| ------------- | -------------- | ------------- | ----------------------- |
| PHANTOM MINDS | 2011年11月23日 | THE MUSEUM II | 2枚目のベストアルバム。 |

### DVD、Blu-ray Disc
| 発売日             | タイトル                                                 | 備考                                                                |
| PHANTOM MINDS      | PHANTOM MINDS                                            | PHANTOM MINDS                                                       |
| ------------------ | -------------------------------------------------------- | ------------------------------------------------------------------- |
| 2010年10月27日     | NANA CLIPS 5                                             | 5作目のミュージッククリップDVD、Blu-ray Disc。                      |
| 2010年12月22日     | NANA MIZUKI LIVE GAMES×ACADEMY                           | 9作目のライブ・ビデオ。                                             |
| 2011年10月5日      | NANA MIZUKI LIVE GRACE -ORCHESTRA-                       | 10作目のライブ・ビデオ。                                            |
| 2012年5月2日       | NANA MIZUKI LIVE CASTLE×JOURNEY                          | 11作目のライブ・ビデオ。                                            |
| 2012年12月12日     | ROCKBOUND NEIGHBORS                                      | 同梱DVD/BD内「平安神宮奉納公演 ～蒼月之宴～」に収録                 |
| 2015年6月17日      | NANA MIZUKI LIVE THEATER -ACOUSTIC-                      | 15作目のライブ・ビデオ。                                            |
| 2016年4月3日       | NANA CLIPS 7                                             | 「国立代々木競技場第一体育館座長公演“水樹奈々大いに唄う 四”」に収録 |
| 2017年3月8日       | NANA MIZUKI LIVE PARK×MTV Unplugged: Nana Mizuki         | 18作目のライブ・ビデオ。                                            |
| Don't be long      |                                                          |                                                                     |
| 2010年12月22日     | NANA MIZUKI LIVE GAMES×ACADEMY                           | 9作目のライブ・ビデオ。                                             |
| 2012年5月2日       | NANA MIZUKI LIVE CASTLE×JOURNEY -KING-                   | 11作目のライブ・ビデオ。                                            |
| 2015年1月14日      | NANA MIZUKI LIVE FLIGHT×FLIGHT+                          | 14作目のライブ・ビデオ。                                            |
| 2017年11月15日     | NANA MIZUKI LIVE ZIPANGU×出雲大社御奉納公演 〜月花之宴〜 | 19作目のライブ・ビデオ。                                            |
| Song Communication |                                                          |                                                                     |
| 2010年12月22日     | NANA MIZUKI LIVE GAMES×ACADEMY                           | 9作目のライブ・ビデオ。                                             |
| 2012年5月2日       | NANA MIZUKI LIVE CASTLE×JOURNEY -KING-                   | 11作目のライブ・ビデオ。                                            |
| 2015年6月17日      | NANA MIZUKI LIVE THEATER -ACOUSTIC-                      | 15作目のライブ・ビデオ。                                            |

## 演奏参加
全曲
- ボーカル：水樹奈々

「PHANTOM MINDS」
- ストリングス：弦一徹ストリングス
- ギター：小倉博和
- その他全ての音源：陶山隼

「Don't be long」
- キーボード、ギター、プログラミング：矢吹俊郎
- キーボード：大平勉（cherry boys）
- ベース：坂本竜太（cherry boys）
- ドラムス：渡辺豊（cherry boys）
- コーラス:ko-saku、SATOMI "DARK" TAKAHASHI

「Song Communication」
- ドラムス：佐野康夫
- ベース：須長和広
- ギター：鈴木マサキ
- フリューゲルホルン：川上鉄平
- フルート：庵原良司
- バックグラウンドボーカル：桑谷夏子、望月久代、小林由美子、水樹奈々（Prits）
- その他全ての音源、プログラミング：藤間仁（Elements Garden）

「十字架のスプレッド」
- ギター：今泉洋
- ストリングス：篠崎ストリングス
- その他全ての音源、プログラミング：菊田大介（Elements Garden）